# Жыланшыкская ископаемая фауна
Жыланшыкская ископаемая фауна — скопления ископаемых остатков фауны миоценовой эпохи неогена в долине среднего течения реки Улы-Жыланшык. В некоторых материалах используется название Кушикская фауна, данное по наименованию близлежащего села Кушик. При раскопках найдены останки одного из первых видов мастодонта — Mastodon atavus. Другие находки — ацератерии из семейства носороговых (Aceratherium depereti), европейские сухопутные черепахи (Testudo turgaica) и другие обитатели зоны сухого континентального климата.